# Palazzo dei Catellini

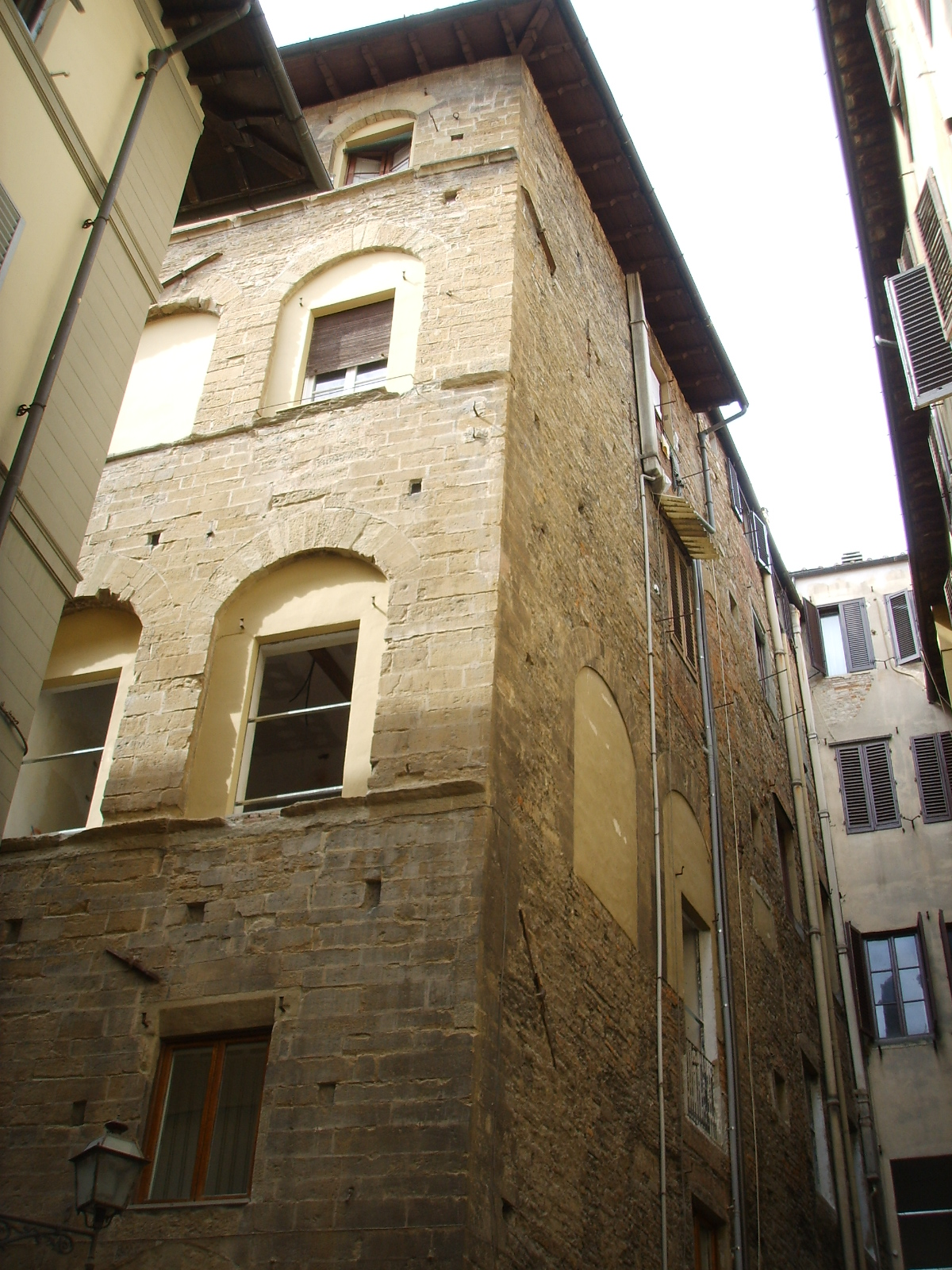
Fachada do Palazzo dei Catellini.

O Palazzo dei Catellini é um palácio de Florença que se encontra na esquina da Via San Miniato com a Via dei Cavalieri.

## História e arquitectura
O palácio ainda se apresenta nas suas típicas formas do século XIV, quando foi edificado incorporando algumas casas-torres na zona que era sede da consorteria dos Castiglione, uma família nobre originária de Cercina, fracção da comuna de Sesto Fiorentino, que, porém, porém foi excluida dos cargos políticos até 1461, quando se conhece um primeiro prior pertencente à família.
O palácio encontrava-se no limite da zona demolida entre 1890 e 1895 para dar espaço à Piazza della Repubblica. Hoje, perfila-se sobre uma estreita ruela e é muito pouco conhecido.
Nas arestas apresenta sólidos blocos regulares em pietraforte, como na fachada, enquanto o resto do paramento é constituido por um simples filaretto à vista. Abrem-se três filas de janelas, em tempos dominadas por arcos de volta perfeita e hoje, em parte, tapadas e reduzidas à forma rectangular. Alguns ganchos em ferro forjado são originais e remontam à época medieval.
No interior eram famosas as decorações, datadas em grande parte de finais do século XV. sobrevivem ali alguns elementos como lavábulos, lareiras e arquitraves em pietra serena esculpidas com brasões e outras figuras.